# 中村友栄
中村 友栄（なかむら ともえ、1976年2月1日 - ）は大分県出身の日本の柔道家。現役時代の階級は70kg級及び72kg級。身長は171cm。得意技は内股、大外刈。

## 人物
2010年の世界選手権100kg級で優勝した穴井隆将などを輩出した、1965年の世界選手権中量級2位の山中圏一が指導する秀鋭館道場で6歳の時に柔道を始めた。東陽中学から湊川女子高校へ進むと、2年の時には高校選手権の66kg級決勝で埼玉栄高校2年の清原織恵に判定で敗れた。3年の時には金鷲旗の決勝で柳川高校と対戦して阿武教子と引き分けるが、他のメンバーが敗れて2位にとどまった。
1994年にはこの年に女子柔道部が新設された帝京大学へ進学した。同期には田村亮子がいた。1年の時には世界ジュニア代表選考会の72kg級で優勝すると、世界ジュニアの決勝でもフランスのカリーヌ・バルレ相手に注意でリードするなど圧倒的に優位な試合展開をするも、終盤に出足払で逆転負けを喫して2位に終わった。2年の時には福岡国際で3位に入った。3年の時には正力杯で3位となった。優勝大会では決勝で日体大と対戦すると、二宮美穂に開始早々の大外刈で敗れるも、1学年下の外岡裕子が赤野仁美を谷落で破るなど他のメンバーが勝利して優勝を飾った。
1998年には警視庁に入庁すると、全国女子体重別70kg級の決勝で住友海上の上野雅恵に敗れて2位だった。1999年の体重別では3位になった。全国女子体重別では3位だった。全国警察柔道選手権大会の無差別ではこの年から3年連続して決勝で大阪府警の山本恵に敗れて2位だった。2000年の全日本選手権では準々決勝で世界選手権78kg超級3位、無差別2位であるコマツの二宮美穂を3－0の判定で破って、二宮のシドニーオリンピック代表の夢を打ち砕いた。準決勝では大阪府警の山下まゆみに0-3の判定で敗れたものの3位入賞を果たした。続く全国女子体重別では3位にとどまった。2002年の体重別では3位だった。

## 主な戦績
- 1993年 -　高校選手権　2位66kg級

72kg級での戦績
- 1993年 -　金鷲旗　2位
- 1994年 -　世界ジュニア代表選考会　優勝
- 1994年 -　世界ジュニア　2位
- 1995年　- 正力杯　3位
- 1995年 -　アメリカ国際　3位
- 1995年 -　福岡国際　3位
- 1996年 -　アメリカ国際　3位
- 1996年 -　優勝大会　優勝

70kg級での戦績
- 1998年 -　ベトナム国際柔道大会　優勝
- 1998年 -　全国女子体重別　2位
- 1999年 -　オーストリア国際　3位
- 1999年 -　体重別　3位
- 1999年 -　環太平洋柔道選手権大会　3位
- 1999年 -　全国警察柔道選手権大会　2位
- 1999年 -　全国女子体重別　3位
- 2000年 -　全日本選手権　3位
- 2000年 -　全国警察柔道選手権大会　2位
- 2000年 -　全国女子体重別　3位
- 2001年 -　全国警察柔道選手権大会　2位
- 2002年 -　体重別　3位

（出典、JudoInside.com）